# Armand-Charles Robin
 (octobre 2014).
Si vous disposez d'ouvrages ou d'articles de référence ou si vous connaissez des sites web de qualité traitant du thème abordé ici, merci de compléter l'article en donnant les références utiles à sa vérifiabilité et en les liant à la section « Notes et références ».
Pour les articles homonymes, voir Robin.
Armand-Charles Robin (6 février 1663 à Nantes, mort à Rennes le 25 février 1750), marquis d'Estreans, est un magistrat français, né à Nantes le 6 février 1663. Issu d'une famille notable de Parthenay, maintenue noble à Rennes en 1669, il devient conseiller au Parlement de Bretagne, à Rennes, en 1689. 

## Biographie

### Famille
Son grand-père, puis son père lors de la grande réformation de la noblesse de 1668, ont eu peine à prouver leur appartenance à la noblesse : « Des lettres de relief de 1640, une décision de la cour des Aides de Paris en 1643, d’autres lettres de relief du 4 août 1644, confirmées le 22 novembre 1660 et le 18 mai 1666, ont été présentées à la Chambre de Réformation du Parlement de Bretagne, qui, par arrêté du 12 janvier 1669, a maintenu la famille noble d’extraction ».
Le grand-père d’Armand Charles, Pierre Robin, sieur de Lourcelière, avocat fiscal à Parthenay, épousa Marie Gatet vers 1615. Ils eurent un fils, François Salomon Robin, sieur de Lourcelière et du Bois-des-Tréans (ou du Bois-d'Estréans), qui fut secrétaire de l'Artillerie de France à Nantes, et épousa en 1654 à Nantes Claude Juchault, d'où naquit Armand Charles.
Armand Charles vit dans la ville de Nantes, ainsi que sur les terres familiales qu'il tient de ses parents : Lourcelière ou l’Ourcelière en Poitou, le Bois-des-Tréans ou d'Estréans aux Moutiers-en-Retz, et le Bois-Joly sur les paroisses de Chauvé, Le Clion et Saint-Père-en-Retz. 
Il épouse à Nantes, à 38 ans, le 22 mai 1701, Renée Boux, sœur des conseillers jumeaux René et Louis-Charles Boux. Renée Boux meurt sans postérité le 13 juin 1746, et est inhumée à St-Sauveur de Rennes. La famille Boux est une riche famille qui possède la vaste seigneurie de Bougon sur les paroisses de Couëron et de Casson. Louis-Charles Boux hérite en 1750 de la seigneurie du Bois-Joly que possédait son beau-frère.

### Fonctions et travaux
Armand Charles Robin fut avocat au présidial d’Angers, puis pourvu le 11 juin 1688 de l'office non-originaire de Conseiller au Parlement de Bretagne, succédant à Louis La Roche, décédé. Il est reçu le 4 janvier 1689. Il n'eut pas de successeur, désespérant d'en trouver, il demanda au roi la suppression de l'office. 
Les travaux d'Armand Charles Robin concernant la jurisprudence sont connus. Ils portent sur les commentaires de Sauvageau à partir de l’œuvre juridique de Noël du Fail. 
Le conseiller Robin fit don de 10 000 livres au barreau des avocats du Parlement, ce qui aida à la constitution de la bibliothèque. À son décès, le 25 février 1750, il a 87 ans et est inhumé à l'église Saint-Étienne de Rennes.

## Armoiries
De gueules, à trois fers de pique d’argent, les pointes en bas, 2 et 1 